# Rapatea longipes
Rapatea longipes är en gräsväxtart som beskrevs av Richard Spruce och Friedrich August Körnicke. Rapatea longipes ingår i släktet Rapatea och familjen Rapateaceae. Inga underarter finns listade i Catalogue of Life.